# Carlos Sousa
Carlos Sousa (ur. 16 stycznia 1966 w Almadzie) – portugalski kierowca rajdowy, specjalizujący się w rajdach terenowych. Wielokrotny uczestnik Rajdu Dakar – 11-krotnie zajmował lokaty w pierwszej „dziesiątce” tego rajdu. Pięciokrotny zwycięzca rajdu Rali Transibérico (1999, 2001, 2002, 2003, 2004) oraz zdobywca Pucharu Świata FIA w rajdach terenowych (2003).

## Kariera i osiągnięcia
Karierę w sportach motorowych rozpoczął w 1989 – wtedy też zaczynał od prowadzenia pojazdu marki União Metalo-Mecânica (UMM). W 1995 został mistrzem Portugalii w rajdach terenowych, a rok później zadebiutował w Rajdzie Dakar, zajmując 12. pozycję w klasyfikacji końcowej samochodów. W 1999 został kierowcą teamu Mitsubishi Portugal – prowadził Mitsubishi L200 i Mitsubishi Pajero. W 2000 wygrał pierwszy w swojej karierze etap podczas Rajdu Dakar. W 2003 osiągnął swój najlepszy wynik w Rajdzie Dakar zajmując 4. pozycję w klasyfikacji końcowej kierowców samochodów. W 2005 został kierowcą Nissana, prowadząc pojazd Nissan Navara, a w 2006 prowadził Volkswagena Touarega. W 2008 wystartował w rajdzie The Central Europe Rally, gdzie zajął 5. miejsce. W 2009 ponownie został kierowcą Mitsubishi, jadąc pojazdem Mitsubishi Racing Lancer.
W 2014 przeniósł się do chińskiego teamu Haval Rally Team – tam też podczas Rajdu Dakar 2014 prowadził Haval H8, jednak z powodu uszkodzenia turbosprężarki, Sousa wycofał się z dalszej rywalizacji po drugim etapie.

### Starty w Rajdzie Dakar
| Edycja Rajdu Dakar | Samochód          | Poz.         |
| ------------------ | ----------------- | ------------ |
| 1996               | Mitsubishi Pajero | 12.          |
| 1997               | Mitsubishi Pajero | 10.          |
| 1998               | Mitsubishi Pajero | 17.          |
| 1999               | Mitsubishi Pajero | 18.          |
| 2000               | Mitsubishi Pajero | Wycofał się  |
| 2001               | Mitsubishi Pajero | 5.           |
| 2002               | Mitsubishi Pajero | 5.           |
| 2003               | Mitsubishi Pajero | 4.           |
| 2005               | Nissan            | 7.           |
| 2006               | Nissan            | 7.           |
| 2007               | Nissan            | 7.           |
| 2010               | Mitsubishi Lancer | 6.           |
| 2011               | —                 | —            |
| 2012               | Great Wall        | 7.           |
| 2013               | Great Wall        | 6.           |
| 2014               | Great Wall        | Wycofał się  |
| 2015               | Mitsubishi        | 8.           |
| 2018               | Renault Duster    | Nie ukończył |

### Inne rajdy
- — mistrz Portugalii w rajdach terenowych (1995, 1996, 1998, 1999, 2001[4])
- — 1. miejsce w Rali Transibérico (1999, 2001, 2002, 2003, 2004)
- — zdobywca Pucharu Świata FIA w rajdach terenowych (2003)
- — 1. miejsce w Baja Aragón (2004)
- — 1. miejsce w 24-godzinnym rajdzie terenowym 24 Horas TT Vodafone-Vila de Fronteira (2011[5])